# Wesley Chapel South
Wesley Chapel South és una concentració de població designada pel cens dels Estats Units a l'estat de Florida. Segons el cens del 2000 tenia 3.245 habitants.

## Demografia
Segons el cens del 2000, Wesley Chapel South tenia 3.245 habitants, 1.264 habitatges, i 968 famílies. La densitat de població era de 112,6 habitants/km².
Dels 1.264 habitatges en un 32,1% hi vivien nens de menys de 18 anys, en un 66,1% hi vivien parelles casades, en un 6,4% dones solteres, i en un 23,4% no eren unitats familiars. En el 17,5% dels habitatges hi vivien persones soles el 5% de les quals corresponia a persones de 65 anys o més que vivien soles. El nombre mitjà de persones vivint en cada habitatge era de 2,57 i el nombre mitjà de persones que vivien en cada família era de 2,9.
Per edats la població es repartia de la següent manera: un 23,2% tenia menys de 18 anys, un 5,4% entre 18 i 24, un 30,8% entre 25 i 44, un 29,1% de 45 a 60 i un 11,5% 65 anys o més.
L'edat mediana era de 40 anys. Per cada 100 dones de 18 o més anys hi havia 99,8 homes.
La renda mediana per habitatge era de 53.828 $ i la renda mediana per família de 60.481 $. Els homes tenien una renda mediana de 41.188 $ mentre que les dones 30.864 $. La renda per capita de la població era de 31.399 $. Entorn del 5,5% de les famílies i el 6,6% de la població estaven per davall del llindar de pobresa.

## Poblacions més properes
El següent diagrama mostra les poblacions més properes.